# 博林廷瓦萊

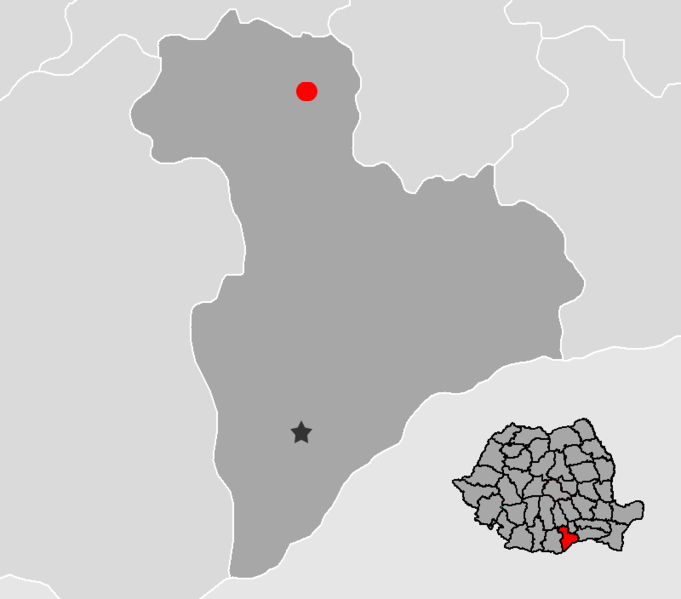

博林廷瓦萊是羅馬尼亞的城鎮，位於該國中部，距離首府久爾久63公里，由久爾久縣負責管轄，面積40.83平方公里，海拔高度106米，2009年人口12,224，大多數居民信奉東正教。